# Jealous Husbands
Jealous Husbands is een Amerikaanse dramafilm uit 1923 onder regie van Maurice Tourneur. Het scenario is gebaseerd op het toneelstuk Les Deux Gosses (1880) van de Franse auteur Pierre Decourcelle.De film is wellicht zoekgeraakt.

## Verhaal
Een vreselijk jaloerse man verdenkt zijn vrouw van overspel en geeft hun zoon daarom weg aan een groep rondtrekkende zigeuners. Jaren later besluit de zoon te bewijzen dat zijn moeder onschuldig was. Ze wilde toen haar schoonzus helpen, die werd gechanteerd door een oude vrijer.

## Rolverdeling
| Acteur             | Personage       |
| ------------------ | --------------- |
| Earle Williams     | Ramón Martinez  |
| Jane Novak         | Alice Martinez  |
| Ben Alexander      | Bobbie          |
| Marion Feducha     | Silver          |
| George Siegmann    | Lynch           |
| Emily Fitzroy      | Amaryllis       |
| Bull Montana       | Portland Kid    |
| J. Gunnis Davis    | Sniffer Charlie |
| Carl Miller        | Harvy Clegg     |
| Wedgwood Nowell    | George Conrad   |
| Carmelita Geraghty | Carmen Inez     |